# Стефано Лилипали
Стефано Лилипали (10. јануар 1990) индонезијски је фудбалер.

## Репрезентација
За репрезентацију Индонезије дебитовао је 2013. године. За национални тим одиграо је 18 утакмица и постигао 3 гола.

## Статистика
| Индонезија | Индонезија | Индонезија |
| Год.       | Ута.       | Гол.       |
| ---------- | ---------- | ---------- |
| 2013       | 1          | 0          |
| 2014       | 0          | 0          |
| 2015       | 0          | 0          |
| 2016       | 8          | 2          |
| 2017       | 2          | 0          |
| 2018       | 7          | 1          |
| Укупно     | 18         | 3          |